# Општина Манечу-Унгурени (Прахова)
Манечу-Унгурени (рум. Mâneciu-Ungureni) општина је у Румунији у округу Прахова.
Oпштина се налази на надморској висини од 587 m.